# Mitreola sessilifolia
Mitreola sessilifolia är en tvåhjärtbladig växtart som först beskrevs av Johann Friedrich Gmelin, och fick sitt nu gällande namn av George Don jr. Mitreola sessilifolia ingår i släktet Mitreola och familjen Loganiaceae. Inga underarter finns listade i Catalogue of Life.